# Нобелівська вулиця (Житомир)
Нобелівська вулиця — вулиця в Корольовському районі Житомира, названа на честь шведського вченого, підприємця та благодійника Альфреда Нобеля.
Розташована у завокзальній частині міста..

## Історичні відомості

### Історія назви вулиці
У 1897 році отримала проєктну назву — 5-та Привокзальна лінія.
Перша фактична назва, чинна до 1957 року — Нобелівський провулок. На планах 1941 — 1942 рр. підписана як Нафтовий провулок. У 1957 — 1977 рр. мала назву Нафтова вулиця. З 1977 року до 19 лютого 2016 року — вулиця Олександра Байка.
Відповідно до розпорядження Житомирського міського голови від 19 лютого 2016 року № 112 «Про перейменування топонімічних об'єктів та демонтаж пам'ятних знаків у м. Житомирі», перейменована на вулицю Нобелівську.

### Історія формування вулиці
Вулиця запроєктована у 1897 році як одна з дев'яти привокзальних ліній, які планувалося створити навколо нововведеного комплексу залізничної станції «Житомир», у тому числі пасажирського вокзалу.
На початку ХХ століття вулиця сформувалася до перехрестя з Новогоголівською вулицею.
Вулиця та переважаюча кількість забудови обабіч вулиці сформувалися до початку Другої світової війни.